# Bartosz Śpiączka
Bartosz Śpiączka (ur. 19 sierpnia 1991 w Wolsztynie) – polski piłkarz występujący na pozycji napastnika w Górniku Łęczna.
Wychowanek Sokoła Rakoniewice, w swojej karierze grał także w takich drużynach, jak Dyskobolia Grodzisk Wielkopolski, Polonia Nowy Tomyśl, Grom Wolsztyn, Flota Świnoujście, Podbeskidzie Bielsko-Biała, GKS Katowice, Górnik Łęczna oraz Bruk-Bet Termalica Nieciecza, Korona Kielce, Wisła Płock i GKS Tychy.